# Arxiducat d'Àustria
L'arxiducat d'Àustria fou un dels estats més importants del Sacre Imperi Romanogermànic, centre de la monarquia Habsburg i el precursor de l'Imperi Austríac amb capital a Viena i governat per l'Arxiduc d'Àustria. Fou actiu entre 1156 i 1804.

Els territoris que conformen l'arxiducat d'Àustra

Sorgit de la Marca d'Àustria de l'Imperi Carolingi frontera de defensa, marca, contra eslaus i hongaresos. En 1359, el Privilegium Maius va ser utilitzat pel duc Rodolf IV d'Àustria per elevar l'estat de ducat a arxiducat, però l'acció no va ser reconeguda pel Sacre Imperi Romanogermànic. Ernest va ser el primer a adoptar el títol. L'arxiducat no va ser reconegut formalment fins que els Habsburgs van prendre les regnes de l'imperi el 1453 amb Frederic III.
Àustria era l'únic estat que sempre s'anomenava com a arxiducat, i a partir del segle xvi, els membres de la casa dels Habsburg van dur el títol d'arxiduc "o dels prínceps similars de la sang" en altres cases reials europees. A partir de 1512 amb la reforma de l'imperi, l'arxiducat fou també el centre d'un dels cercles imperials, el Cercle Austríac, que va ser unir bàsicament les terres hereditàries dels Habsburg.
El 1804, Francesc I d'Àustria, després de la desintegració del Sacre Imperi amb la derrota a la guerra de la Tercera Coalició enfront dels exèrcits de Napoleó Bonaparte, va promoure el canvi d'arxiducat a Imperi Austríac, com a reacció a la proclamació del Primer Imperi Francès.